# Gunnar Och

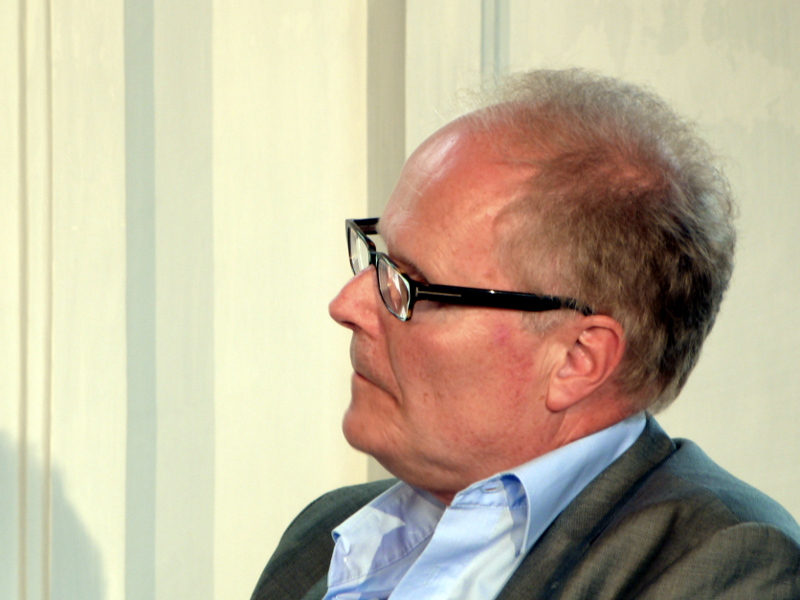
Gunnar Och 2013

Gunnar Och (* 19. Februar 1954 in Nürnberg) ist ein deutscher Germanist.
Gunnar Och wurde 1985 im Fachgebiet Neuere Deutsche Literaturgeschichte an der Friedrich-Alexander-Universität Erlangen-Nürnberg promoviert. 1993 habilitierte er sich dort. Seit 2000 ist er außerplanmäßiger Professor für Neuere Deutsche Literaturwissenschaft.
Seine Lehr- und Forschungsschwerpunkte sind die deutsch-jüdische Literaturgeschichte und die Literatur des 18. und 19. Jahrhunderts. Er hat Studien zu Jean Paul, Joseph von Eichendorff, August von Platen, Heinrich Heine und Thomas Mann veröffentlicht.

## Veröffentlichungen (Auswahl)
als Autor
- Der Körper als Zeichen. Zur Bedeutung des mimisch-gestischen und physiognomischen Ausdrucks im Werk Jean Pauls (Erlanger Studien; 62). Palm und Enke, Erlangen 1985, ISBN 3-7896-0162-4 (zugleich Dissertation, Universität Erlangen).
- Alte Märchen von der Grausamkeit der Juden – Zur Rezeption judenfeindlicher Blutschuld-Mythen durch die Romantiker. In: Rainer Erb: Die Legende vom Ritualmord – Zur Geschichte der Blutbeschuldigung gegen Juden. (= Technische Universität Berlin. Zentrum für Antisemitismusforschung. Reihe Dokumente, Texte, Materialien. Band 6). Metropol, Berlin 1993, ISBN 3-926893-15-X, S. 223–238.
- Imago Judaica. Juden und Judentum im Spiegel der deutschen Literatur 1750–1812. Königshausen und Neumann, Würzburg 1995, ISBN 3-88479-986-X (zugl. Habilitationsschrift, Universität Erlangen 1994).
- Ahasver, der Ewige Jude. Geschichte eines Mythos. Wallstein, Göttingen 2023

als Herausgeber
- August Graf von Platen. Leben, Werk, Wirkung. Schöningh, Paderborn 1997, ISBN 3-506-76184-6 (zusammen mit Hartmut Bobzin).
- Jüdisches Leben in Franken. Aneignung, Abgrenzung, Gegenentwürfe (Biblioteca Academica/Reihe Geschichte; Bd. 12,1). Ergon-Verlag, Würzburg 2002, ISBN 3-89913-226-2 (zusammen mit Hartmut Bobzin).
- Jakob Wassermann. Deutscher, Jude, Literat. Wallstein, Göttingen 2007, ISBN 978-3-835-30158-0 (zusammen mit Daniela F. Eisenstein und Dirk Niefanger).
- Aaron Wolfssohn: Leichtsinn und Frömmelei. Ein Familiengemälde in drei Aufzügen. Mit einem Nachwort hrsg. von Gunnar Och und Jutta Strauss. Transkribierter Neudruck der in hebräischen Lettern gesetzten Ausgabe Breslau 1796. (Kleines Archiv des achtzehnten Jahrhunderts; 22). Röhrig, St. Ingbert 1995, ISBN 3-86110-032-0